# C.L. Klissing Sohn

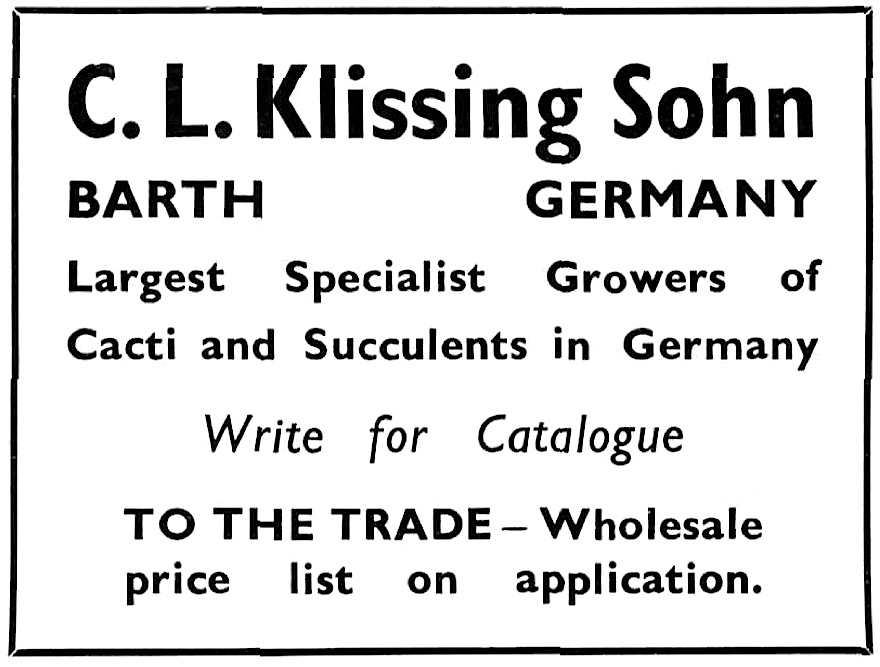
Anzeige der weltweit bekannten Gärtnerei in der englischen Fachpresse

Die Gärtnerei Carl Ludwig Klissing in Barth war ein hochspezialisierter landwirtschaftlicher Betrieb des deutschen Gartenbaus mit Schwerpunkt Gemüse- und Zierpflanzenanbau.

## Geschichte
Mit einer kleinen Gemüsegärtnerei begründete der Gärtner Hermann Klissing (1762–1826) im Jahre 1818 eine viele Jahre währende Familientradition, die sich zunächst auf heimische Arten im Gartenbau, die Samenanzucht und auf Handelspflanzen stützte. Erst sein Sohn Carl Ludwig Klissing (1818–1878) experimentierte mit der aus Südamerika stammenden Zierpflanze Kaladie und machte den kleinen Gartenbaubetrieb über Barth hinaus bekannt. Im Jahre 1869 übernahm Hermann Klissing jun. (1841–1925) die Leitung des Familienbetriebes. Unter seiner Führung erwarb die Gärtnerei auch außerhalb Deutschlands einen guten Ruf, denn mit der Kultivierung von Gewächshaus- und Freilandpflanzen, der Samenanzucht, dem Samenhandel und der Blumenbinderei wurden auch etwa 550 Kaladien-Sorten und viele Dahlienknollen  in alle Welt versandt. Die Dahlienzucht der Gärtnerei hatte bereits 1869 auf der Internationalen Gartenbauausstellung in Hamburg eine Auszeichnung erhalten. Sein Sohn Carl Ludwig Klissing jun. dessen besondere Liebe den sukkulenten Pflanzen, insbesondere den Kakteen galt, war freundschaftlich mit dem Leiter des Botanischen Gartens in Rostock, Hugo Baum verbunden. 1925 finanzierte die Gärtnerei Klissing die Expedition Baum´s nach Mexiko, welcher im Gegenzug der Gärtnerei Standortpflanzen mitbrachte. Spätere Aufträge an Hans Wilhelm Viereck einen deutschen Pflanzensammler in Mexiko waren es auch, die „Carl Ludwig Klissing und Sohn“ aus Barth zu einer weltweit anerkannten Spezialadresse für Kakteen und andere Sukkulenten werden ließen. Carl Ludwig Klissing war seit 1911 aktives Mitglied der Deutschen Dendrologischen Gesellschaft.
Nach dem Krieg wurde die Gärtnerei enteignet und als „VEG Saatzucht und Zierpflanzen Barth“ in der DDR weitergeführt. Unter staatlicher Leitung wurde der Betrieb ab 1970 massiv ausgebaut und bis 1989 verfügte das VEG (Volkseigene Gut) über insgesamt 278.210 m² Bruttoglasfläche. Mit bis zu 731 Mitarbeitern war das Gut der größte Gartenbaubetrieb Deutschlands. In Barth wurden vor allem Edelnelken und Pelargonien gezüchtet. Des Weiteren wurden Schnittblumen, Samen, Gemüse sowie Jung- und Topfpflanzen nicht nur für die DDR, sondern auch für den Export in die Sowjetunion, nach Ungarn, nach Schweden und in die Bundesrepublik Deutschland produziert. Nach 1989 entstanden aus dem Volkseigenen Gut mehrere selbständige, marktwirtschaftlich orientierte Unternehmen.